# Gmina Zagórów
Die Gmina Zagórów ist eine Stadt-und-Land-Gemeinde im Powiat Słupecki der Woiwodschaft Großpolen in Polen. Ihr Sitz ist die gleichnamige Stadt (deutsch Zagorow) mit etwa 3000 Einwohnern.

## Gliederung
Zur Stadt-und-Land-Gemeinde gehören neben der Stadt Zagórów weitere 29 Dörfer (deutsche Namen bis 1945) mit einem Schulzenamt.
| Adamierz Anielewo (deutsch: Ingelfingen 1804–1891 und 1939–1945) Augustynów (deutsch: Augustinhof 1804–1891 und 1939–1945) Bukowe Drzewce Grądzeń Imielno Kopojno Koszelewska Łąka Kościołków Łazińsk Drugi Łazińsk Pierwszy Łazy Łomów Łukom | Mariantów Michalinów k. Oleśnicy (*deutsch: Emilienheim 1804–1891 und 1939–1945) Michalinów k. Trąbczyna Myszakówek Nowa Wieś Oleśnica 1939–1945 Erlenbruch Osiny Skokum Stanisławów Szetlew Szetlewek Trąbczyn (Trabczyn, 1939–1945 Drommin) Wrąbczyn Zalesie (*deutsch: Adolfsberg 1804–1891 und 1939–1945) |

Weitere Ortschaften der Gemeinde sind:
| Chruściki (*deutsch: Adelhof 1804–1891 und 1939–1945) Długa Górka Grabina Huta Łukomska Kirchol Kopojno-Parcele Myszaków Olchowo (*deutsch: Sophiental 1804–1891 und 1939–1945) Oleśnica-Folwark Podbiel Przybysław | Smoleniec Stawisko Tarszewo (*deutsch: Friedrichsfeld 1804–1891 und 1939–1945) Trąbczyn B Trąbczyn D Trąbczyn Dworski Wincentowo Włodzimirów Wrąbczyn Górski Wymysłów |

## Politik

### Städtepartnerschaften
- Herne, Deutschland
- Vilnius, Litauen